# Víctor Márquez Reviriego
Víctor Márquez Reviriego (Villanueva de los Castillejos, 1936) es un periodista y escritor español, cuya labor como cronista parlamentario durante la Transición española ha sido considerada revitalizadora por reconocidos compañeros de profesión como Luis Carandell o Eduardo Haro Tecglen, así como una recuperación de la tradición de cronistas de Cortes de otras épocas como Wenceslao Fernández Flórez. Ha compartido espacio y temática con profesionales del periodismo, entonces igualmente neófitos en este subgénero, como Soledad Gallego-Díaz, José Oneto o Manuel Vicent.

## Biografía
Nacido en la localidad onubense de Villanueva de Castillejos, tras cursar los estudios primarios y el bachiller, marchó a Madrid, en cuya universidad se licenció en Ciencias Políticas y se graduó en Periodismo. Comenzó a trabajar como periodista en 1962 en diarios de su provincia natal. Tres años después, se incorporó a la redacción de la revista Triunfo, ⁣ donde permaneció hasta 1982. En ella fue redactor jefe y realizó buena parte de su carrera como cronista político con una columna periódica bajo el título Apuntes parlamentarios.  Ha trabajado también para otros medios escritos de ámbito nacional como los diarios ABC, El Mundo o El País; las revistas Cambio 16, Leer o Tribuna, o las cadenas radiofónicas SER o COPE. En los años 2000 fue jefe de prensa del Defensor del Pueblo.
Asimismo, es autor de varias obras, la mayoría relacionadas con sus experiencias como periodista parlamentario desde 1977 a 1981, esto es, el periodo conocido como «Transición», que se inicia con la apertura de las Cortes tras las elecciones generales del 15 de junio de 1977 y se cierra con el fracasado golpe de Estado de febrero de 1981 y la victoria socialista en las elecciones de 1982. De ellas se reseña la trilogía que forman La tentación canovista, El pecado consensual y Escaños de penitencia, publicadas en 1978, 1979 y 1981 respectivamente, más tarde editadas y corregidas por el servicio de publicaciones del Congreso en 1997 como Apuntes parlamentarios, —título original en Triunfo—, reeditada por última vez en 2015. Entre sus ensayos se señalan Diálogos españoles o Felipe González: un estilo ético, conversaciones con Víctor Márquez Reviriego (1982), El desembarco andaluz (1990), Un mundo que se va (1994), un libro de recuerdos personales y anécdotas o Auténticas entrevistas falsas, la serie de entrevistas de ficción que publicó en la revista Leer.

## Reconocimientos
A lo largo de su carrera ha recibido varios premios y reconocimientos, entre ellos el Premio Nacional de Periodismo (1983), el Premio Espejo de España por El desembarco andaluz (1990), el Premio González-Ruano (1995) o la Medalla de Andalucía (1990). En 2008 fue nombrado doctor honoris causa por la Universidad de Huelva.